# Черненко, Павел Яковлевич
Павел Яковлевич Черненко (13 июня 1918 — 18 мая 2011) — разведчик-наблюдатель батареи 76-мм пушек 282-го стрелкового полка (175-я стрелковая дивизия, 70-я армия, 2-й Белорусский фронт) старший сержант, участник Великой Отечественной войны, кавалер ордена Славы трёх степеней.

## Биография
Родился 13 июня 1918 года в селе Новосергеевка ныне Полтавского района Омской области в семье крестьянина. Украинец. Образование начальное. Работал ветфельдшером в колхозе «Рассвет».
В августе 1938 года был призван в Красную Армию Полтавским райвоенкоматом Омской областиКнига памяти. Окончил Новосибирскую школу НКВД (1939). В боях Великой Отечественной войны с сентября 1941 года. Воевал на Ленинградском, Северо-Западном фронтах, участвовал в обороне Ленинграда.
К лету 1943 года ефрейтор Черненко воевал в составе 278-го стрелкового полка 175-й стрелковой дивизии. К этому времени имел 2 тяжёлых (14.11.1941, 10.08.1942) и лёгкое (02.03.1942) ранения. В составе этой дивизии прошёл до конца войны, воевал на Центральном, Белорусском и 1-м Белорусском фронтах. В боях на Курской дуге, сражаясь наводчиком противотанкового ружья, заслужил первую боевую награду – медаль «За боевые заслуги».
В наступательных операциях конца 1943 начала 1944 годов 175-я стрелковая дивизия участвовала в форсировании Днепра, освобождении города Гомеля, очищая территорию Белоруссии. В феврале 1944 года дивизия вошла в состав 47-й армии 1-го Белорусского фронта, участвовала в освобождении города Ковеля, за что удостоена почётного наименования «Ковельской». В этих боях старший сержант Черненко командовал отделением противотанковых ружей.
27 марта 1944 года в бою на южной окраине города Ковель (Волынской области) старший сержант Черненко заменил выбывшего из строя командира взвода и лично сразил из трофейной снайперской винтовки 8 гитлеровцев. Был ранен, но продолжал выполнять боевую задачу пока не пришла замена.
Приказом по частям 175-й стрелковой дивизии от 15 апреля 1944 года (№76/н) старший сержант Черненко Павел Яковлевич награждён орденом Славы 3-й степени.
В дальнейшем дивизия форсировала реку Буг южнее города Бреста, а в начале августа 1944 года вышла к реке Висла под Варшавой, перешла к обороне.
25 августа 1944 года в бою в 7 км северо-восточнее города Воломин (Мазовецкое воеводство, Польша) старший сержант Черненко со своим взводом участвовал в захвате пленного. Чётко поставил задачу каждому бойцу группы, действовал впереди взвода, первым ворвался в траншеи врага. Своими действиями обеспечил выполнение задачи по захвату «языка». Когда во время боя был ранен командир взвода, принял командование подразделением на себя.
Приказом по войскам 47-й армии от 27 сентября 1944 года (№116/н) старший сержант Черненко Павел Яковлевич награждён орденом Славы 3-й степени.
В январе 1945 года дивизия форсировала реку Висла севернее Варшавы и, наступая в направлении города Познань, вышла к реке Одер.
24-25 января 1945 года в боях на западном берегу реки Висла старший сержант Черненко, действуя как старший разведчик батареи 76-мм орудия полка, находился на передовой. По его целеуказаниям орудиями батареи было уничтожено 7 пулемётов, орудий и автомашина с боеприпасами. За эти бои награждён орденом Красной Звезды.
5 марта 1945 года, находясь впереди боевых порядков пехоты в районе  города Грайфенхаген (ныне Грыфино, Польша), старший сержант Черненко принял активное участие в отражении контратаки противника, был ранен, но остался в боевом строю.
Приказом по частям 175-й стрелковой дивизии от 8 апреля 1945 года (№29/н) старший сержант Черненко Павел Яковлевич награждён орденом Славы 3-й степени (повторно).
В октябре 1945 года старшина Черненко был  демобилизован. Вернулся на родину. Жил в деревне Новосергеевка Полтавского района, там же работал ветеринаром.
Указом Президиума Верховного Совета СССР от 20 декабря 1951 года приказом от 8 апреля 1945 года был отменён и Черненко Павел Яковлевич награждён орденом Славы 1-й степени. Стал полным кавалером ордена Славы.
Позднее с семьёй переехал в Москаленский район той же области. Проживал в деревне деревни Клаус. Работал ветфельдшером в колхозе имени Дмитрова. Член КПСС с 1967 года. В 1978 году вышел на пенсию. 9 мая 1995 года П. Я. Черненко был приглашён в Москву на открытие мемориала Победы на Поклонной горе и принял участие в обеде, который был дан президентом РФ в честь 50-летия Победы.
Жил в деревне Клаус. На пенсии продолжал заниматься любимым делом: лечить животных. Как опытного специалиста, его продолжали звать в хозяйства района для консультации по вопросам ветеринарии.
Скончался 18 мая 2011 года. Похоронен на кладбище деревни Клаус.

## Награды
- Орден Отечественной войны I степени (11.03.1985)[4]
- Орден Красной Звезды (11.02.1945)[4]
- Полный кавалер ордена Славы:
  - орден Славы I степени (20.12.1951)[5]
  - орден Славы II степени (27.09.1944)[6];
  - орден Славы III степени (15.04.1944)[7];
- медали, в том числе:
  - «За отвагу» (11.10.1943)[8]
  - «За отвагу» (11.10.1943)[8]
  - «За боевые заслуги» (16.07.1943)[8]
  - «За боевые заслуги» (16.06.1944)[8]
  - «За боевые заслуги» (11.10.1943)[8]
  - «За оборону Ленинграда» (9.6.1945)[9]
  - «В ознаменование 100-летия со дня рождения Владимира Ильича Ленина» (6 апреля 1970)
  - «За победу над Германией в Великой Отечественной войне 1941—1945 гг.» (9 мая 1945[10])[11]
  - «За освобождение Варшавы» (9.6.1945)[12]
  - «20 лет Победы в Великой Отечественной войне 1941—1945 гг.» (7 мая 1965[13])
  - «30 лет Победы в Великой Отечественной войне 1941—1945 гг.»[14]
  - Юбилейная медаль «Сорок лет Победы в Великой Отечественной войне 1941—1945 гг.»
  - Юбилейная медаль «50 Победы в Великой Отечественной войне 1941—1945 гг.»
  - Юбилейная медаль «60 лет Победы в Великой Отечественной войне 1941—1945 гг.»
  - Юбилейная медаль «65 лет Победы в Великой Отечественной войне 1941—1945 гг.»
  - 40 лет Победы в Великой Отечественной войне 1941—1945 гг.[15]
  - «30 лет Советской Армии и Флота»[16]
  - «40 лет Вооружённых Сил СССР»[17]
  - «50 лет Вооружённых Сил СССР» (26 декабря 1967[18])
- Знак «25 лет победы в Великой Отечественной войне» (1970)
- Почётный гражданин Москаленского района (10.11.2009)

## Память
- На могиле установлен надгробный памятник
- Его имя увековечено в Главном Храме Вооружённых сил России, и навсегда запечатлено на мемориале «Дорога памяти»
- Почётный гражданин Москаленского района (10.11.2009)
- На здании Москаленского районного военного комиссариата установлена мемориальная доска Полному кавалеру ордена Славы – Черненко Павлу Яковлевичу
- В селе Новосергеевка Полтавского района установлена мемориальная доска (2014).